# عالية بنت الحسين
عالية بنت الحسين (13 فبراير 1956 -)، أميرة أردنية، الابنة الكبرى للملك الحسين بن طلال من زوجته الأولى الأميرة دينا بنت عبد الحميد. والأخت غير الشقيقة للملك عبد الله الثاني.

## الدراسة والتعليم
تلقّت تعليمها في المراحل الابتدائية والثانوية في عمّان، ثم التحقت بالجامعة الأردنية.

## النشاطات
رئيسة فخرية لعدد من النوادي والجمعيات الخيرية، وتساهم في تشجيع الحركة النسائية وحقوق المرأة والطفل في الأردن. لديها شغف بالخيول العربية الأصيلة وأنسابها وتربيتها ومهرجانات سباقها، وترأس اتحاد الفروسية الملكيّ الأردني والمنظمة العربية للجواد العربي .تحمل وسام النهضة المرصَّع.

## حياتها الخاصة
في 12 نيسان 1977 تزوجت من ناصر وصفي ميرزا إبن السياسي وعضو مجلس الأعيان وصفي ميرزا وأنجبت:
- حسين (عمّان في 12 شباط 1981-).

بعد انفصالها عنه تزوجت ثانية من محمد أنور فريد الصالح الكلوب في 30 تموز 1988 وأنجبت ولدين:
- طلال (12 أيلول 1989).
- عبد الحميد (15 تشرين الثاني 1991).

يذكر أن محمد أنور الصالح الكلوب هو شقيق مجدي أنور الصالح الكلوب (زوج شقيقتها الأميرة زين).

## أعمالها الأدبية
- الحصان العربي في مصر (ISBN 9774163486) ، اشترك في تأليفه الشريفة سارة غازي.[7]
- التراث الملكي: قصة الخيول العربية في الأردن (ISBN 0956417043)، شارك في تأليفه بيتر أبتون.[8]
- المعجزات الصغيرة: قصة مؤسسة الأميرة علياء (ISBN 0956417086)، شارك في تأليفه سينثيا كولبيرتسون.[9]